# Рокфеллер-плаза, 30
Рокфеллер-плаза, 30 (или Комкаст-билдинг; англ. Comcast Building) — небоскрёб в стиле ар-деко в Мидтауне Манхэттена. Здание является центральным объектом Рокфеллеровского центра.
До 1988 года небоскрёб назывался Ар-Си-Эй-Билдинг (англ. RCA Building); с 1988 по 2015 год — Джи́-И́-би́лдинг (англ. GE Building). Высотой 259 метров, он входит в четвертый десяток высочайших зданий Нью-Йорка и занимает 69-е место по высоте среди небоскрёбов США. В здании расположена штаб-квартира компании NBC Universal.

## История
Архитектурный проект здания был завершён в апреле 1931 года. Строительные работы на месте здания начались в июле 1931 года. Сам же небоскрёб возводился в 1932—1933 годах по проекту архитектора Реймонда Худа. Во время строительства был сделан снимок «Обед на небоскрёбе».
Изначально небоскрёб был назван Ар-Си-Эй-Билдинг (англ. RCA Building) по расположившейся в нём компании RCA. В кабинете 5600 на 56-м этаже прежде находился офис Рокфеллеров. Ныне этажи с 54-го по 56-й заняты объединением Rockefeller Family & Associates. В 1934 году на 65-м этаже открылся элитный ресторан Рейнбоу-Рум.
В 1985 году городская комиссия наделила небоскрёб статусом достопримечательности Нью-Йорка. В 1976 году журнал Американского института архитекторов включил Ар-Си-Эй-Билдинг в список лучших офисных зданий США. В 1986 году корпорация General Electric перекупила компанию RCA, и в 1988 году здание получило своё нынешнее название. Ныне в здании производятся съёмки таких передач NBC, как Nightly News, Dateline и Saturday Night Live.

## Архитектура
Небоскрёб строился с учётом требований заказчика. Так, для улучшения звукоизоляции вещательные помещения были изолированы от несущих элементов конструкции. Для этого при строительстве использовались стальные зажимы, обитые войлоком. Лифты, рассчитанные в общей сложности на 58 пассажиров, были размещены в центральной части строения.
На подземных этажах небоскрёба находятся магазины и бутики. За свою характерную форму здание получило прозвище «плита» (англ. the slab). Над главным входом в здание расположен фриз авторства выдающегося американского скульптора Ли Лори. На нём приведена цитата из Книги пророка Исаии:

<…> Мудрость и Знание станут во главе угла во времена твои.
Оригинальный текст (англ.)Wisdom and Knowledge shall be the stability of thy times.

Примечательно, что весной 1933 года мексиканский муралист Диего Ривера на фреске «Человек на распутье» в главном вестибюле разместил изображение Владимира Ленина и парада, посвящённого 1 мая. Под давлением общественного мнения Джон Рокфеллер попросил Риверу убрать этот образ или хотя бы изобразить на противоположной стороне вестибюля Авраама Линкольна, на что получил отказ. Ривера был отстранён от работ, фреска была задрапирована, а в феврале 1934 года и вовсе разрушена рабочими. Вместо неё была создана новая фреска, на которой среди прочих были изображены Линкольн и Ральф Эмерсон.
В здании имеется смотровая площадка. Закрытая на реконструкцию в 1986 году, она открылась вновь лишь в 2005 году.
- Верхние этажи и обзорная площадка
- Фриз над главным входом, основанный на картине Уильяма Блейка «Великий архитектор»
- Вход в студии NBC, на смотровую площадку и ресторан Рейнбоу-Рум